# Ruodhaid
Ruodhaid, Chrotais o Rodaida fue la tercera esposa de Carlos Martel, mayordomo de palacio del reino de los francos, con quien tuvo los siguientes hijos:
- Bernardo (720–787)
- Jerónimo (722-782)
- Remigio, Arzobispo de Rouen (724-771)